# Springfield (Colorado)
Pour les articles homonymes, voir Springfield.
La ville de Springfield est le siège du comté de Baca, situé dans le Colorado, aux États-Unis.
La ville est nommée en référence à Springfield, dans le Missouri.

## Démographie
Selon le recensement de 2010, Springfield compte 1 451 habitants. La municipalité s'étend sur 1,12 milles carrés (2,9 km2).
| 1920 | 1930  | 1940  | 1950  | 1960  | 1970  |
| ---- | ----- | ----- | ----- | ----- | ----- |
| 295  | 1 393 | 1 082 | 2 131 | 1 791 | 1 660 |

| 1980  | 1990  | 2000  | 2010  | - | - |
| ----- | ----- | ----- | ----- | - | - |
| 1 657 | 1 475 | 1 562 | 1 451 | - | - |